# Zohor
Zohor (německy Sachern) je obec na Slovensku v okrese Malacky. Nachází se přibližně 30 km severozápadně od Bratislavy. Žije zde přibližně 3 400 obyvatel. První písemná zmínka o obci pochází z roku 1314.

## Historie
Katastr obce byl osídlený už od starší doby bronzové. První zmínkou o obci je listina z roku 1314, kterou Karel I. Robert potvrzuje držbu majetku rytíři Otovi z Telesprun včetně rybářské osady Sahur (Zohor). Od roku 1466 je uváděno dnešní pojmenování obce – Zohor. V polovině 16. století Zohor doosídlili Chorvaté.

## Památky
V obci je římskokatolický kostel svaté Markéty Antiochijské z roku 1898, který však stojí na základech mnohem staršího kostela. Dále tu jsou kaple Svaté Rozálie z roku 1832, svatého Jana Nepomuckého z roku 1910 a svatého Izidora z roku 1944. V malém parku před kostelem se nachází socha Sedmibolestné Panny Marie z roku 1817.
V obci se nachází pomník dvěma americkým letcům, kteří zahynuli 17. října 1944 při havárii bombardéru B-24 Liberator nedaleko obce.

## Osobnosti
- Albín Brunovský (1935–1997), slovenský malíř, grafik a ilustrátor